# Kevaughn Frater
Kevaughn Frater, né le 14 décembre 1994 à Kingston, est un footballeur international jamaïcain qui joue au poste d'attaquant à New Mexico United en USL Championship.

## Biographie

### En club
Kevaughn Frater est prêté par son club formateur aux Real Monarchs pour la saison 2016 d'USL. Il est ensuite de nouveau prêté, aux Switchbacks de Colorado Springs, où il marque douze buts en championnat. 
Lors de la saison 2019, il inscrit quatorze buts en USL Championship avec l'équipe de New Mexico United.

### En sélection
Il reçoit sa première sélection en équipe de Jamaïque le 15 novembre 2019, contre Antigua-et-Barbuda. Ce match perdu 0-2 rentre dans le cadre de la Ligue des nations de la CONCACAF 2019-2020.